# İstanbul Başakşehir Futbol Kulübü 2019-2020
Questa voce raccoglie le informazioni riguardanti l'İstanbul Başakşehir nelle competizioni ufficiali della stagione 2019-2020.

## Maglie e sponsor
Lo sponsor tecnico per la stagione 2019-2020 è Macron mentre lo sponsor ufficiale è Mall of Istanbul. Nelle gare europee, invece, lo sponsor di maglia è Turkish Airlines.
| Casa | Trasferta | Terza divisa |

## Rosa
| N. |                                 | Ruolo | Calciatore                 |
| -- | ------------------------------- | ----- | -------------------------- |
| 1  | Turchia (bandiera)              | P     | Volkan Babacan             |
| 3  | Francia (bandiera)              | D     | Gaël Clichy                |
| 5  | Turchia (bandiera)              | C     | Mehmet Topal               |
| 6  | Moldavia (bandiera)             | D     | Alexandru Epureanu         |
| 7  | Bosnia ed Erzegovina (bandiera) | C     | Edin Višća                 |
| 9  | Norvegia (bandiera)             | A     | Fredrik Gulbrandsen        |
| 10 | Turchia (bandiera)              | C     | Arda Turan                 |
| 11 | Paesi Bassi (bandiera)          | C     | Eljero Elia                |
| 13 | Turchia (bandiera)              | P     | Ahmet Kıvanç               |
| 16 | Turchia (bandiera)              | P     | Muhammed Şengezer          |
| 17 | Turchia (bandiera)              | C     | İrfan Kahveci              |
| 18 | Turchia (bandiera)              | A     | Muhammet Arslantaş         |
| 19 | Senegal (bandiera)              | A     | Demba Ba                   |
| 21 | Turchia (bandiera)              | C     | Mahmut Tekdemir (capitano) |
| 23 | Australia (bandiera)            | D     | Aziz Behich                |

| N. |                       | Ruolo | Calciatore         |
| -- | --------------------- | ----- | ------------------ |
| 24 | Portogallo (bandiera) | D     | Miguel Vieira      |
| 26 | Capo Verde (bandiera) | D     | Carlos Ponck       |
| 27 | Francia (bandiera)    | A     | Enzo Crivelli      |
| 28 | Serbia (bandiera)     | C     | Miloš Jojić        |
| 29 | Turchia (bandiera)    | C     | Kerim Frei         |
| 33 | Turchia (bandiera)    | D     | Uğur Uçar          |
| 34 | Turchia (bandiera)    | P     | Mert Günok         |
| 37 | Slovacchia (bandiera) | D     | Martin Škrtel      |
| 41 | Turchia (bandiera)    | C     | Berkay Özcan       |
| 44 | Nigeria (bandiera)    | C     | Okechukwu Azubuike |
| 53 | Turchia (bandiera)    | P     | Onur Güney         |
| 70 | Brasile (bandiera)    | A     | Robinho            |
| 80 | Brasile (bandiera)    | D     | Júnior Caiçara     |
| 88 | Svizzera (bandiera)   | C     | Gökhan Inler       |
| 91 | Serbia (bandiera)     | C     | Danijel Aleksić    |

## Calciomercato

### Sessione estiva
| Acquisti         | Acquisti            | Acquisti         | Acquisti                |
| R.               | Nome                | da               | Modalità                |
| ---------------- | ------------------- | ---------------- | ----------------------- |
| P                | Muhammed Şengezer   | Bursaspor        | definitivo (1,15 mln €) |
| D                | Aziz Behich         | PSV              | definitivo (1 mln €)    |
| D                | Carlos Ponck        | Desp. Aves       | definitivo              |
| D                | Martin Škrtel       | Atalanta         | svincolato              |
| D                | Miguel Vieira       | Lugo             | definitivo (1,3 mln €)  |
| C                | Danijel Aleksić     | Al-Ahli          | svincolato              |
| C                | Okechukwu Azubuike  | Pyramids         | prestito                |
| C                | Berkay Özcan        | Amburgo          | prestito                |
| C                | Mehmet Topal        | Fenerbahçe       | svincolato              |
| A                | Enzo Crivelli       | Caen             | definitivo (2,7 mln €)  |
| A                | Fredrik Gulbrandsen | Salisburgo       | svincolato              |
| Altre operazioni |                     |                  |                         |
| R.               | Nome                | da               | Modalità                |
| P                | Yaren Sözer         | Esenler Erokspor | fine prestito           |
| D                | Yusuf Avcılar       | Serik Belediye   | fine prestito           |
| C                | Doğanay Kılıç       | Göztepe          | definitivo              |
| C                | Alican Özfesli      | Altınordu        | fine prestito           |
| C                | Okan Soracoglu      | Pendikspor       | fine prestito           |
| C                | Furkan Soyalp       | Bursaspor        | svincolato              |
| C                | Tunay Torun         | Bursaspor        | fine prestito           |
| A                | Atabey Çiçek        | Ümraniyespor     | fine prestito           |
| A                | Muhammet Demir      | Sivasspor        | svincolato              |
| A                | Mevlüt Erdinç       | Antalyaspor      | fine prestito           |

| Cessioni         | Cessioni          | Cessioni         | Cessioni               |
| R.               | Nome              | a                | Modalità               |
| ---------------- | ----------------- | ---------------- | ---------------------- |
| D                | Joseph Attamah    | Çaykur Rizespor  | prestito               |
| D                | Aurélien Chedjou  | Amiens           | definitivo (0,2 mln €) |
| D                | Alparslan Erdem   | Fatih Karagümrük | svincolato             |
| D                | Fëdor Kudrjašov   | Soči             | svincolato             |
| D                | Serdar Taşçı      |                  | svincolato             |
| C                | Soner Aydoğdu     | Göztepe          | prestito               |
| C                | Emre Belözoğlu    | Fenerbahçe       | svincolato             |
| C                | Márcio Mossoró    | Göztepe          | svincolato             |
| A                | Emmanuel Adebayor | Kayserispor      | svincolato             |
| A                | Riad Bajić        | Udinese          | fine prestito          |
| A                | Cheikhou Dieng    |                  | svincolato             |
| A                | Stefano Napoleoni | Göztepe          | svincolato             |
| Altre operazioni |                   |                  |                        |
| R.               | Nome              | a                | Modalità               |
| P                | Faruk Çakır       | Bayrampaşaspor   | svincolato             |
| P                | Yaren Sözer       | Esenler Erokspor | definitivo             |
| D                | Yusuf Avcılar     | 68 Aksaray Bld   | prestito               |
| D                | Muharrem Öner     | Ümraniyespor     | prestito               |
| C                | Salim Farsak      | Pendikspor       | prestito               |
| C                | Doğanay Kılıç     | Kastamonuspor    | prestito               |
| C                | Alican Özfesli    | Hatayspor        | prestito               |
| C                | Okan Soracoglu    | İstanbulspor     | prestito               |
| C                | Furkan Soyalp     | Gaziantep        | prestito               |
| A                | Atabey Çiçek      | Samsunspor       | fine prestito          |
| A                | Muhammet Demir    | Gaziantep        | prestito               |
| A                | Mevlüt Erdinç     | Fenerbahçe       | svincolato             |

### Sessione invernale
| Acquisti | Acquisti       | Acquisti        | Acquisti      |
| R.       | Nome           | da              | Modalità      |
| -------- | -------------- | --------------- | ------------- |
| D        | Joseph Attamah | Çaykur Rizespor | fine prestito |

| Cessioni         | Cessioni          | Cessioni         | Cessioni      |
| R.               | Nome              | a                | Modalità      |
| ---------------- | ----------------- | ---------------- | ------------- |
| P                | Muhammed Şengezer | Adana Demirspor  | prestito      |
| D                | Joseph Attamah    | Fatih Karagümrük | prestito      |
| D                | Miguel Vieira     | Wolfsberger      | prestito      |
| C                | Miloš Jojić       | Wolfsberger      | prestito      |
| C                | Arda Turan        | Barcellona       | fine prestito |
| A                | Kerim Frei        | Emmen            | prestito      |
| Altre operazioni |                   |                  |               |
| R.               | Nome              | a                | Modalità      |
| P                | Onur Güney        | Çatalcaspor      | prestito      |
| C                | Tunay Torun       | Çaykur Rizespor  | svincolato    |

## Risultati

### Süper Lig

#### Girone d'andata
| Arbitro: | Göçek |

|                                        |           |  |
| Guilherme 68’ Jahović 87’ Fofana 90+2’ | Marcatori |  |

| Arbitro: | Umut Meler |

|              |           |                        |
| Crivelli 32’ | Marcatori | 77’ Muriqi 90+3’ Dirar |

| Arbitro: | Çakır |

|         |           |                         |
| Sio 36’ | Marcatori | 83’ (rig.) Ba 90’ Višća |

| Arbitro: | Kardeşler |

|           |           |              |
| Višća 55’ | Marcatori | 39’ Yatabaré |

| Arbitro: | Arslanboğa |

|                   |           |              |
| Yılmaz 84’ (rig.) | Marcatori | 54’ Crivelli |

| Arbitro: | Aydınus |

|                                                           |           |  |
| Aleksić 19’, 72’ Gulbrandsen 33’ Crivelli 87’ Kahveci 90’ | Marcatori |  |

| Arbitro: | Gençerler |

|             |           |                   |
| Twumasi 24’ | Marcatori | 13’, 71’ Crivelli |

| Arbitro: | Uğurlu |

|                              |           |             |
| Gulbrandsen 11’ Škrtel 90+2’ | Marcatori | 64’ Aydoğdu |

| Arbitro: | Palabıyık |

|                             |           |                                    |
| Višća 67’ (rig.) Škrtel 78’ | Marcatori | 61’ (rig.) Sturridge 90+6’ Sørloth |

| Alanya 2 novembre 2019, ore 17:30 UTC+3 10ª giornata | Alanyaspor | 0 – 0 referto | İstanbul Başakşehir | Stadio Bahçeşehir Okulları (5 726 spett.)\| Arbitro: \| Kalkavan \| |
| Arbitro:                                             | Kalkavan   |               |                     |                                                                     |

| Arbitro: | Küçük |

|                   |           |               |
| Crivelli 10’, 77’ | Marcatori | 87’ Karabulut |

| Arbitro: | Uğurlu |

|  |           |                 |
|  | Marcatori | 78’ Gulbrandsen |

| Arbitro: | Tokat |

|                        |           |  |
| Clichy 60’ Aleksić 63’ | Marcatori |  |

| Arbitro: | Ulusoy |

|            |           |           |
| Barrow 60’ | Marcatori | 54’ Višća |

| Arbitro: | Göçek |

|           |           |               |
| Ponck 26’ | Marcatori | 63’ Milošević |

| Arbitro: | Şansalan |

|             |           |                                                      |
| Kravec' 38’ | Marcatori | 5’ (aut.) Lopes 10’ (aut.) Kula 48’ Ba 90+3’ Aleksić |

| Arbitro: | Karaoğlan |

|                                                      |           |                     |
| Ba 2’, 28’ Crivelli 6’ Fernandes 26’ (aut.) Elia 63’ | Marcatori | 66’ (rig.) Quaresma |

#### Girone di ritorno
| Arbitro: | Tokat |

|                                           |           |             |
| Višća 22’ Ba 27’ Kahveci 34’ Tekdemir 41’ | Marcatori | 64’ Jahović |

| Arbitro: | Aydınus |

|                      |           |  |
| Kruse 72’ Muriqi 86’ | Marcatori |  |

| Arbitro: | Ulusoy |

|                            |           |           |
| Crivelli 8’ Višća 48’, 73’ | Marcatori | 29’ Ayité |

| Arbitro: | Özkahya |

|              |           |        |
| Yatabaré 80’ | Marcatori | 66’ Ba |

| Arbitro: | Bitigen |

|        |           |  |
| Ba 50’ | Marcatori |  |

| Arbitro: | Çakır |

|          |           |                             |
| Umar 60’ | Marcatori | 43’ (rig.) Višća 90’ Škrtel |

| Arbitro: | Küçük |

|                               |           |          |
| Clichy 51’ Kahveci 63’ Ba 76’ | Marcatori | 72’ Özer |

| Arbitro: | Palabıyık |

|  |           |                                   |
|  | Marcatori | 40’ Ba 57’ Crivelli 90+3’ Kahveci |

| Arbitro: | Aydınus |

|                   |           |        |
| Škrtel 63’ (aut.) | Marcatori | 56’ Ba |

| Arbitro: | Şansalan |

|                               |           |  |
| Tekdemir 64’ Višća 79’ (rig.) | Marcatori |  |

| Arbitro: | Göçek |

|                      |           |                       |
| Rodrigues 12’ (rig.) | Marcatori | 58’ Aleksić 73’ Višća |

| Arbitro: | Palabıyık |

|             |           |            |
| Aleksić 51’ | Marcatori | 67’ Akbaba |

| Arbitro: | Uğurlu |

|  |           |                   |
|  | Marcatori | 71’ Ba 90+7’ Elia |

| Arbitro: | Bitigen |

|                               |           |  |
| Crivelli 65’ Višća 78’ (rig.) | Marcatori |  |

| Arbitro: | Çakır |

|                                        |           |                                 |
| Miya 20’, 45+1’ Şahiner 28’ Skubic 85’ | Marcatori | 3’ (rig.) Višća 70’ Ba 77’ Elia |

| Arbitro: | Şansalan |

|              |           |  |
| Tekdemir 19’ | Marcatori |  |

| Arbitro: | Aydınus |

|                           |           |                  |
| Koita 8’, 27’ Erdoğan 62’ | Marcatori | 78’ Ba 80’ Višća |

### Coppa di Turchia
| Arbitro: | Özdamar |

|  |           |       |
|  | Marcatori | 5’ Ba |

| Arbitro: | Şimşek |

|                             |           |  |
| Ba 54’ Arslantaş 88’ (rig.) | Marcatori |  |

| Arbitro: | Öğretmenoğlu |

|             |           |            |
| Aleksić 79’ | Marcatori | 90+5’ Ataç |

| Kırklareli 21 gennaio 2020, ore 14:00 UTC+3 Ottavi di finale - Ritorno | Kırklarelispor | 0 – 0 referto | İstanbul Başakşehir | Stadio Atatürk\| Arbitro: \| Gençerler \| |
| Arbitro:                                                               | Gençerler      |               |                     |                                           |

### Champions League
| Arbitro: | Grinfeld |

|  |           |              |
|  | Marcatori | 53’ Masouras |

| Arbitro: | Madden |

|                                |           |  |
| Semedo 55’ Valbuena 78’ (rig.) | Marcatori |  |

### Europa League

#### Fase a gironi
| Arbitro: | Estrada Fernández |

|                                                            |           |  |
| J. Caiçara 42’ (aut.) Džeko 58’ Zaniolo 71’ Kluivert 90+3’ | Marcatori |  |

| Arbitro: | Attwell |

|           |           |                |
| Višća 55’ | Marcatori | 90+1’ Herrmann |

| Arbitro: | Peljto |

|             |           |  |
| Kahveci 78’ | Marcatori |  |

| Arbitro: | Schärer |

|  |           |                                    |
|  | Marcatori | 73’ (rig.) Višća 84’, 87’ Crivelli |

| Arbitro: | Hațegan |

|  |           |                                            |
|  | Marcatori | 30’ (rig.) Veretout 40’ Kluivert 45’ Džeko |

| Arbitro: | Sánchez Martínez |

|            |           |                          |
| Thuram 33’ | Marcatori | 44’ Kahveci 90’ Crivelli |

#### Sedicesimi di finale
| Arbitro: | Taylor |

|                                 |           |                  |
| Coates 3’ Šporar 44’ Vietto 51’ | Marcatori | 77’ (rig.) Višća |

| Arbitro: | Mateu Lahoz |

|                                                 |           |            |
| Škrtel 31’ Aleksić 45’ Višća 90+1’, 119’ (rig.) | Marcatori | 68’ Vietto |

#### Ottavi di finale
| Arbitro: | Collum |

|                  |           |  |
| Višća 88’ (rig.) | Marcatori |  |

| Arbitro: | Orsato |

|                                     |           |  |
| Wind 4’, 53’ (rig.) Falk Jensen 62’ | Marcatori |  |

## Statistiche

### Statistiche di squadra
| Competizione     | Punti | In casa | In casa | In casa | In casa | In casa | In casa | In trasferta | In trasferta | In trasferta | In trasferta | In trasferta | In trasferta | Totale | Totale | Totale | Totale | Totale | Totale | DR  |
| Competizione     | Punti | G       | V       | N       | P       | Gf      | Gs      | G            | V            | N            | P            | Gf           | Gs           | G      | V      | N      | P      | Gf     | Gs     | DR  |
| ---------------- | ----- | ------- | ------- | ------- | ------- | ------- | ------- | ------------ | ------------ | ------------ | ------------ | ------------ | ------------ | ------ | ------ | ------ | ------ | ------ | ------ | --- |
| Süper Lig        | 69    | 17      | 12      | 4       | 1       | 38      | 13      | 17           | 8            | 5            | 4            | 27           | 21           | 34     | 20     | 9      | 5      | 65     | 34     | +31 |
| Coppa di Turchia | -     | 2       | 1       | 1       | 0       | 3       | 1       | 2            | 1            | 1            | 0            | 1            | 0            | 4      | 2      | 2      | 0      | 4      | 1      | +3  |
| Champions League | -     | 1       | 0       | 0       | 1       | 0       | 1       | 1            | 0            | 0            | 1            | 0            | 2            | 2      | 0      | 0      | 2      | 0      | 3      | -3  |
| Europa League    | 10    | 5       | 3       | 1       | 1       | 7       | 5       | 5            | 2            | 0            | 3            | 6            | 11           | 10     | 5      | 1      | 4      | 13     | 16     | -3  |
| Totale           | 79    | 25      | 16      | 6       | 3       | 48      | 20      | 25           | 11           | 6            | 8            | 34           | 34           | 50     | 27     | 12     | 11     | 82     | 54     | +28 |

### Andamento in campionato
| Giornata  | 1  | 2  | 3  | 4  | 5  | 6 | 7 | 8 | 9 | 10 | 11 | 12 | 13 | 14 | 15 | 16 | 17 | 18 | 19 | 20 | 21 | 22 | 23 | 24 | 25 | 26 | 27 | 28 | 29 | 30 | 31 | 32 | 33 | 34 |
| --------- | -- | -- | -- | -- | -- | - | - | - | - | -- | -- | -- | -- | -- | -- | -- | -- | -- | -- | -- | -- | -- | -- | -- | -- | -- | -- | -- | -- | -- | -- | -- | -- | -- |
| Luogo     | T  | C  | T  | C  | T  | C | T | C | C | T  | C  | T  | C  | T  | C  | T  | C  | C  | T  | C  | T  | C  | T  | C  | T  | T  | C  | T  | C  | T  | C  | T  | C  | T  |
| Risultato | P  | P  | V  | N  | N  | V | V | V | N | N  | V  | V  | V  | N  | N  | V  | V  | V  | P  | V  | N  | V  | V  | V  | V  | N  | V  | V  | N  | V  | V  | P  | V  | P  |
| Posizione | 16 | 16 | 14 | 14 | 12 | 8 | 6 | 4 | 6 | 6  | 5  | 3  | 2  | 4  | 2  | 2  | 2  | 2  | 4  | 3  | 3  | 2  | 2  | 2  | 2  | 2  | 2  | 1  | 1  | 1  | 1  | 1  | 1  | 1  |

Legenda:

Luogo: C = Casa; T = Trasferta. Risultato: V = Vittoria; N = Pareggio; P = Sconfitta.